# Sandra Le Poole
Alexandra Johanna „Sandra” Le Poole  (ur. 20 października 1959 w Lejdzie) – holenderska hokeistka na trawie. Złota medalistka olimpijska z Los Angeles.
Zawody w 1984 były jej jedynymi igrzyskami olimpijskimi, Holenderki triumfowały. W turnieju rozegrała pięć spotkań. Łącznie w reprezentacji Holandii wystąpiła w 83 meczach i zdobyła 29 bramek (1978–1986). Czterokrotnie, w 1978, 1979, 1983 i 1986, znajdowała się wśród mistrzyń świata. W 1984 sięgnęła po mistrzostwo Europy.